# Pieter Westbroek
Pieter Westbroek (Loosduinen, 9 maart 1863 - Den Haag, 23 april 1926) was tot zijn overlijden directeur der Gemeentelijke Plantsoenendienst in Den Haag. Het Westbroekpark in Den Haag is naar hem vernoemd. Hij was de ontwerper van dit park.

## Biografie

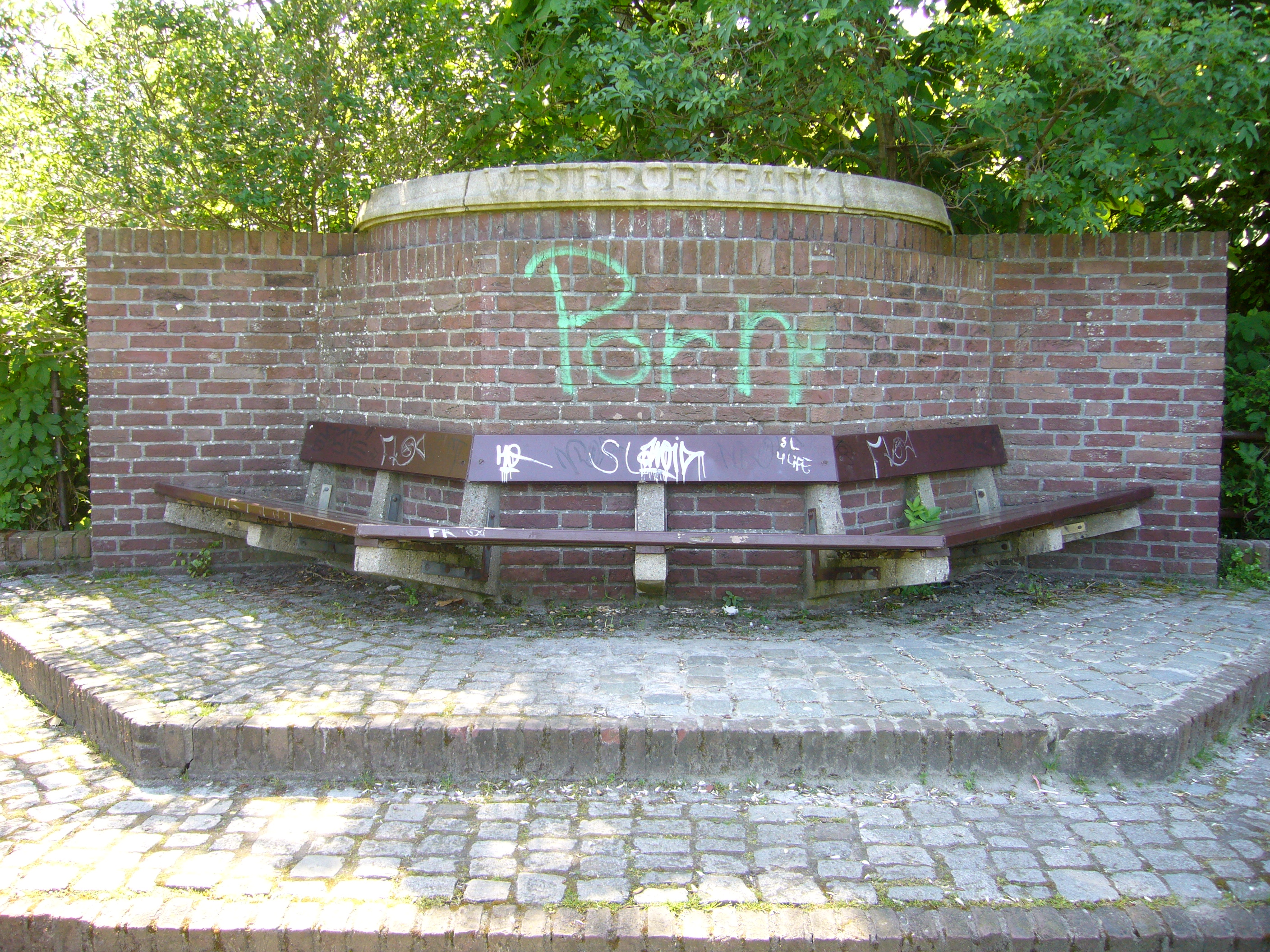
Westbroekparkbank, monument ter nagedachtenis van Pieter Westbroek.

Pieter Westbroek woonde zijn eerste levensjaren in Loosduinen en verhuisde in 1871 met zijn ouders naar gemeentekwekerij Klein Zwitserland aan de Klatteweg in Den Haag. Hij volgde zijn vader, die als opzichter bij gemeentewerken belast was met de stadsbeplanting, op in 1892. In 1907 werd de Gemeentelijke Plantsoenendienst opgericht en werd hij de eerste directeur.
In zijn tijd als directeur werd door de plantsoenendienst een aantal Haagse parken en pleinen aangelegd, waaronder de Bosjes van Poot, het park Zorgvliet, Marlot, de Scheveningse Bosjes, het Sweelinckplein, het Frederik Hendrikplein en het Zuiderpark.

## Westbroekpark
Westbroek maakte voor wat het Nieuwe Park ging heten een ontwerp in landschappelijke stijl met een speelse indeling van waterpartijen, weiden en beplanting. De komst van een tentoonstellingsgebouw in het park hield hij tegen. Het park werd in 1925 aangelegd. Na het overlijden van Westbroek werd het 'Nieuwe Park' omgedoopt tot Westbroekpark. In het park bevindt zich de Westbroekbank, gemaakt in 1929 door Dirk Roosenburg.